# Eric Jozsef
Eric Mauritin Jozsef (Parigi, 25 gennaio 1966) è un giornalista francese.
Dal 1992 è corrispondente da Roma per il quotidiano Libération.

## Biografia
Laureato in Scienze economiche e in Scienze Politiche all'università Paris X poi in scienze politiche all'Istituto di studi politici di Parigi, inizia a collaborare con il servizio economico di Libération nel 1989. Arriva in Italia nel 1992 per lavorare in quanto assistente del direttore dell'Accademia di Francia a Roma (Villa Medici), anno in cui diventa corrispondente in Italia del quotidiano francese Libération. Negli anni collabora anche con diverse testate italiane (fra cui La Stampa, La Repubblica, Internazionale, Rai News 24) e internazionali. Dal 2013, assicura la corrispondenza in Italia della RTS (Radio Televisione Svizzera).
Dal 2001 al 2003 è stato presidente dell'Associazione stampa estera in Italia.
Dal 2018 è presidente dell'associazione europeista EuropaNow!.
Nel maggio del 2024, in occasione delle elezioni europee, viene candidato per la lista di scopo Stati Uniti d'Europa (costituita da +Europa, Italia Viva e altri partiti) nella circoscrizione centrale.
Durante una trasmissione televisiva Nero su bianco condotta dal giornalista Laurent De Bai sulle europee 2024 ha affermato d'essere d'accordo con l'ex presidente francese Jacques Chirac sul tema "basta lo sfruttamento" del continente europeo in Africa: "È tempo di finire con questo lascito della colonizzazione e chiudere definitivamente con il capitolo della colonizzazione".

## Opere
- Main basse sur l'Italie. La résistible ascension de Silvio Berlusconi (Ed. Grasset , 2001)
- Les années Cavaliere: De Berlusconi à Berlusconi (Ed. Du Cygne, 2008)
- con Dario Rivolta Al fianco di Berlusconi. Da Cavaliere a presidente (Fas Editore, 2022)
- Co-autore del libro Passaggio di testimone. Dieci atleti che hanno fatto l'Europa con Gianluca Bocchi e Giorgio Stamatopoulos (Ed. People, 2022)

## Premi
- Premio Buone Notizie dell'Ucsi, 2017
- Premio Giornalistico Altiero Spinelli, 2018